# 브로콜리O마저
《브로콜리O마저》는 2009년 10월 30일에 발매된 브로콜리너마저의 세 번째 데모 음반이다.

## 수록곡
1. 이젠 안녕 (vo.덕원,향기)
2. 그 모든 진짜 같던 거짓말[1] (vo.덕원)
3. 끝live (vo.덕원)
4. 마침표live (vo.덕원,잔디)
5. 꾸꾸꾸 (vo.덕원,향기)
6. 청춘열차 (vo.덕원)
7. 청춘열차 (vo.류지) - hidden track

## 참여
- 작사·작곡 - 덕원
- 편곡·제작 - 브로콜리너마저
- 녹음 - 덕원, 상상마당 라이브홀(live)
- 믹싱 - 덕원, 나잠 수
- 마스터링 - 나잠 수
- 타이포그라피 - 김기조
- 기획 - 스튜디오 브로콜리